# Абразевич, Иван Константинович
Иван Константинович Абразе́вич (род. 9 сентября 1953 года, д. Вяжище, Бешенковичский район) — главный хормейстер Национального академического народного хора Республики Беларуси им. Г. И. Цитовича. Заслуженный деятель искусств Республики Беларусь (1997).

## Биография
Родился в 1953 году в деревне Вежище Бешенковичского района Витебской области (БССР).
В Национальном академическом народном хоре Республики Беларусь им. Г. И. Цитовича с 1979 года.
В 1968 году окончил сельскую восьмилетнюю школу, после которой в 1968 году поступил в Витебское музыкальное училище по классу хорового дирижирования.
В 1972 году поступил в Белорусскую государственную консерваторию имени А. В. Луначарского. После окончания консерватории в 1977 году был отправлен на работу в Государственный народный хор БССР главным хормейстером, где работает по настоящее время.

## Звания и награды
- Заслуженный деятель искусств Республики Беларусь (1997).
- Почётная грамота Национального собрания Республики Беларусь (2017)[1].
- Почётная грамота Совета министров Республики Беларусь (2002)[2].
- Почётная грамота Мингорисполкома (2002) — за многолетний труд в области культуры.
- Почётная грамота Витебского областного исполнительного комитета — за огромный личный вклад в развитие музыкального искусства Беларуси.